# American Institute For Foreign Study
American Institute For Foreign Study (AIFS) ist ein Unternehmen im Bereich Bildungsreisen mit Hauptsitz in Stamford (Connecticut) in den USA. Es unterhält Büros in Deutschland, Australien, England und Polen sowie eine Zweigniederlassung in Wien, Österreich. Die deutsche Zentrale befindet sich in Bonn. Zusätzlich gibt es weitere Geschäftsstellen in Berlin (Stand 2020)
AIFS Deutschland ist u. a. Gründungsmitglied von IAPA (International Au Pair Association), Mitglied im DFH (Deutscher Fachverband High School e.V.), FDSV (Fachverband Deutscher Sprachreise-Veranstalter e.V.), BundesForum Kinder- und Jugendreisen e.V. und American Chamber of Commerce. Außerdem ist AIFS Träger des RAL Gütesiegels Au-Pair outgoing der Gütegemeinschaft Au Pair e.V.

## Geschichte
Seit der Gründung 1964 durch Sir Cyril Taylor haben mehr als 1,5 Millionen junge Menschen weltweit an den Programmen teilgenommen. 
1985 startete AIFS als erster Anbieter das Au Pair Programm in den USA. Es ist das erste von der amerikanischen Regierung genehmigte Au Pair Programm.
Seit 1994 ist AIFS als deutsches Unternehmen mit einem Sitz in Bonn vertreten.

## Tätigkeit
- Schüleraustausch weltweit in den USA, Kanada, Australien, Neuseeland, England und Irland
- Studieren im Ausland: in den USA, Kanada, Australien, Neuseeland, England und Südafrika
- Au-Pair-Tätigkeiten in den USA, Australien, Neuseeland, Kanada, Island
- Camp America (Sommerjobs in den USA)
- Work and Travel Aufenthalte in Kanada, Australien, Neuseeland, Argentinien und Japan
- Freiwilligenprojekte (weltweit)
- Auslandspraktikum in Australien und Neuseeland
- Farmwork und Travel in Australien, Neuseeland und Kanada